# Huwelijksboog

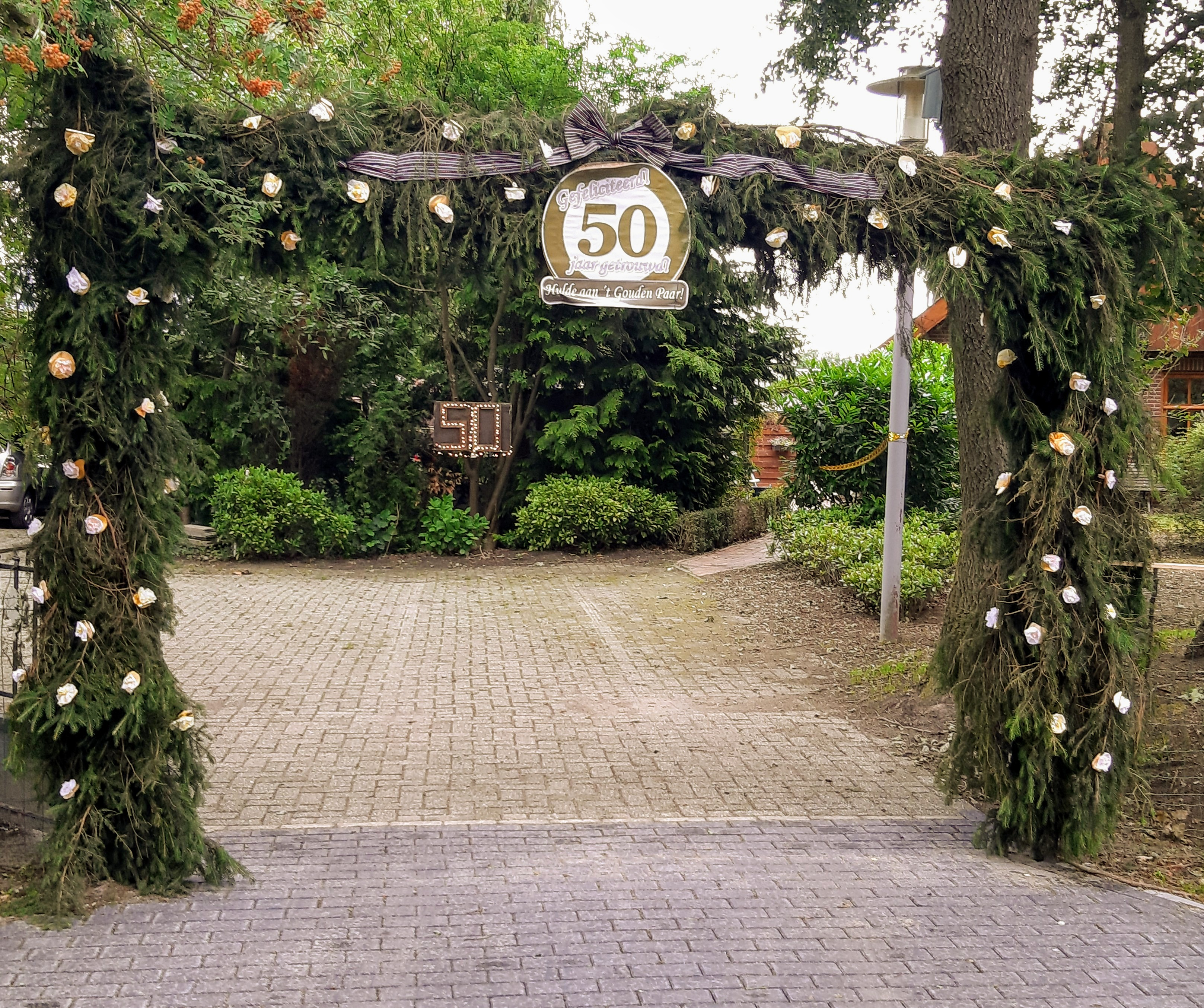
Huwelijksboog

Een huwelijksboog of jubileumboog is een traditie die deel uitmaakt van het noaberschap.
Als een jong stel gaat trouwen komen de buren (noabers) maar vaak ook familie en de ceremoniemeester bijeen om een boog te maken. De taakverdeling verloopt traditioneel als volgt: de mannen maken de boog van (nep) groen, de vrouwen vouwen de roosjes, meestal van crêpepapier. Dit wordt gedaan op een avond vlak voor het huwelijk en is een sociale aangelegenheid. Bij een 25- of 50-jarig huwelijksjubileum wordt de traditie herhaald. Een schild in het midden van de boog geeft aan voor welke gelegenheid deze gemaakt is.

## Ouderwets
Het gebruik van het maken van een boog wordt als ouderwets ervaren. Ook wordt er steeds meer overgegaan op het huren van een boog in plaats van deze zelf te maken. Een huwelijksboog maakt vaak deel uit van een boerenbruiloft.